# 弹头奇兵
《弹头奇兵》是韩国GNISOFT公司和游戏橘子开发的一款平面横向卷轴射击网络游戏。游戏有四个角色以及12类兵种，和大部分射击游戏类似，玩家可以使用各种武器，但是与一般游戏不同的是，在《弹头奇兵》中玩家还可以驾驶塔克、飞机等载具。

## 游戏历史
- 2006年韩国服务器开始封闭测试[2]。
- 2007年韩国服务器公开测试。
- 2007年11月1日大陆服务器封闭测试[3]。
- 2008年2月25日神州橘子宣布代理大陆地区《弹头奇兵》[1]。
- 2008年5月23日12时（北京时间），大陆服务器不删档内测[4]。
- 2008年7月18日14时（北京时间），大陆服务器公开测试[5]。